# دین کاکس (بازیکن فوتبال اهل انگلستان)
دین کاکس (انگلیسی: Dean Cox؛ زادهٔ ۱۲ اوت ۱۹۸۷) بازیکن فوتبال اهل بریتانیا است.
از باشگاه‌هایی که در آن بازی کرده‌است می‌توان به باشگاه فوتبال ایست‌بورن بورو، باشگاه فوتبال برایتون اند هوو آلبیون، و باشگاه فوتبال لیتون اورینت اشاره کرد.